# 백희엽
백희엽(1916년 ~ 1995년 5월 12일)은 대한민국의 기업인이다. 1960년대부터 1980년대까지 사채시장의 '큰손', 한국 증권가의 '대모'라는 별칭을 가졌고 대한민국 최초의 '슈퍼개미'라고 불리었다. 1975년 중동 건설 호황 속에서 건설 주식 가격이 폭등하면서 증권가에 이름을 날리기 시작하였고 동아건설을 비롯하여 외국 건설 주식을 대량으로 매집하여 거액을 벌었다.

## 생애
1916년 평양 대지주의 딸로 태어나 일본 동경 짓센 여자대학을 졸업하였다. 1940년대 후반 해방정국 시기에 김일성에 의해 전재산을 압류당했으며,  6.25때 무일푼으로 월남한 후 페니실린, 마이신, 군복, 종이 등 온갖 장사를 다해서 6.25 전쟁 기간 단 3년에 불과한 짧은 기간 동안 5억 환이나 벌었다. 그리고 그 돈으로 1960년대 말 주식투자에 뛰어들었다.
기업에 대한 치밀한 분석을 통해 저평가 우량주를 선별하여 장기간 보유하는 방식으로 큰 이익을 보았다. 영국 타임스(the Times)를 들고 증권사 객장에 앉아 오랫동안 시세판을 바라보는 모습이 널리 알려져 있었다. 백희엽은 남루한 옷차림을 즐겼고 외신을 통해 세계 경제 흐름을 파악하며 국내 투자에 임하였다.
페니실린을 일본에서 처음 수입하였고 대한민국 전자회사의 시초로 여겨지는 태양전자 설립하여 National Transistor를 조립 생산하였다. 영화 '바람과 함께 사라지다'를 대한민국 내에 최초로 수입하였다.
제10대 대한민국 육군 참모총장 백선엽의 사촌 누나이고 <우풍상호신용금고> 회장을 지낸 기업인 박의송의 모친이다. 고혈압, 뇌졸중으로 치료받다가 1995년 5월 12일 사망하였다.

## 가계
- 남자형제 2명, 여자형제 2명
- 아들:박의송
- 사촌 남동생:백선엽, 백인엽
- 배우자:박용학(1940년대 후반 조선일보 편집국장 역임)[5]